# Oxacis megathoracica
Oxacis megathoracica är en skalbaggsart som beskrevs av Ross H. Arnett, Jr. 1960. Oxacis megathoracica ingår i släktet Oxacis och familjen blombaggar. Inga underarter finns listade i Catalogue of Life.